# Dichromodes angasi
Dichromodes angasi är en fjärilsart som beskrevs av Felder 1875. Dichromodes angasi ingår i släktet Dichromodes och familjen mätare. Inga underarter finns listade i Catalogue of Life.